# Capelle, Nord

Capelle este o comună în departamentul Nord, Franța. În 1 ianuarie 2022 avea o populație de 136 de locuitori.